# Elecciones presidenciales de Colombia de 1872

## Resultados
| Foto | Candidato a presidente | Partido o movimiento         | Votos estatales |
| ---- | ---------------------- | ---------------------------- | --------------- |
|      | Manuel Murillo Toro    | Liberal (sector radical)     | 6               |
|      | Manuel María Mallarino | Conservador                  | 2               |
|      | Julián Trujillo        | Liberal (sector mosquerista) | 1               |

Estados que votaron por Manuel Murillo Toro:
- Bolívar
- Magdalena
- Panamá
- Cundinamarca
- Santander
- Boyacá

Estados que votaron por Manuel María Mallarino:
- Antioquia
- Tolima

Estado que votó por Julián Trujillo:
- Cauca